# ريان سميث (سياسي)
ريان سميث (بالإنجليزية: Ryan Smith)‏ هو سياسي أسترالي، ولد في 2 أبريل 1969 في أستراليا. حزبياً، نشط في حزب أستراليا الليبرالي (الفرع الفيكتوري) ‏. وقد انتخب عضو الجمعية التشريعية فيكتوريا عن دائرة Electoral district of Warrandyte ‏ (25 نوفمبر 2006 – ).